# 다카토바라역
다카토바라역(일본어: 高遠原駅)은 일본 나가노현 가미이나군 이지마정에 위치한 도카이 여객철도 이다선의 철도역이다. 단선 승강장 1면 1선의 구조를 갖춘 지상역이다.

## 역 주변
인근에는 과수원 · 논이 넓게 펼쳐져 있다.

## 역사
- 1918년 12월 12일 : 이나 전차 궤도가 나나쿠보 역부터 연신했던 때의 종착인 다카토바라 정류장으로서 개업. 여객역.
- 1919년 6월 14일 : 역으로 격상되어, 다카토바라역으로 한다.
- 1920년 11월 22일 : 이나 전기 철도가 가미카타기리까지 연신해, 도중역으로 한다.
- 1943년 8월 1일 : 이나 전기 철도선이 이다선의 일부로서 국유화되어, 일본국유철도의 역이 된다.
- 1946년 9월 1일 : 일본국유철도 이다선의 다카토바라역으로 재개업.
  - 당시는, 도카이도 본선 하마마쓰 - 나고야 간의 각 역이나 이다선의 각 역, 주오 본선 가미스와 - 시오지리 간의 각 역, 마쓰모토역을 발착하는 여객만 이용되었다.
- 1954년 12월 1일 : 도쿄도 구내의 각 역이나 나가노역을 발착하는 여객도 이용가능하게 되었다.
- 1971년
  - 4월 1일 : 여객 발착역의 제한을 폐지.
  - 12월 1일 : 업무위탁 종료, 무인화.
- 1987년 4월 1일 : 일본국유철도 분할 민영화에 의해, 도카이 여객철도가 승계.

## 인접 역
| 도카이 여객철도 이다선   | 도카이 여객철도 이다선 | 도카이 여객철도 이다선 |
| ------------------------ | ---------------------- | ---------------------- |
| 이나타지마 도요하시 방면 | ■ 이다선               | 나나쿠보 다쓰노 방면   |